# Cabrières, Hérault
Cabrières är en kommun i departementet Hérault i regionen Occitanien i södra Frankrike. Kommunen ligger i kantonen Montagnac som tillhör arrondissementet Béziers. År 2022 hade Cabrières 556 invånare.

## Befolkningsutveckling
Antalet invånare i kommunen Cabrières
Referens:INSEE